# Kapellendorf
Kapellendorf là một đô thị thuộc huyện Weimarer Land, bang Thüringen, Đức. Đô thị này có diện tích 5,36 km², dân số thời điểm 31 tháng 12 năm 2006 là 245 người.